# Organisations considérées comme terroristes par le Home Office
Liste des organisations considérées comme terroristes par le Home Office du Royaume-Uni :

## Organisations considérées comme terroriste
- Abou Sayyaf
- Al Gurabaa
- Al-Qaïda
- Al-Firqat un-Naajiyah
- Gamaa al-Islamiya
- Al-Ittihad al-Islami
- Al-Jama’a al-Islamiyyah al-Muqatilah bi-Libya
- Ansar al-Islam
- Ansar Al Sunna
- Armée de Libération baloutche
- Armée islamique d'Aden
- Babbar Khalsa
- Brigades Izz al-Din al-Qassam du Hamas[2]
- Continuity Army Council
- Cumann na mBan
- Devrimci Halk Kurtulus Partisi-Cephesi
- Epanastatiki Organosi Dekaefta Noemvri
- Euskadi ta Askatasuna
- Fianna na hEireann
- Groupe islamique armé
- Groupe islamique combattant marocain
- Groupe Salafiste pour la Predication et le Combat
- Harakat ul-Mujahidin
- Harakat-ul-Jihad-ul-Islami
- Harakat-ul-Jihad-ul-Islami (Bangladesh)
- Harakat ul-Mujahidin/Alami (HuM/A)
- Hezb-e-Islami Gulbuddin
- International Sikh Youth Federation
- Irish National Liberation Army
- Irish People's Liberation Organisation
- Irish Republican Army
- Jaish-e-Mohammed
- Jamaat Ul-Furquan
- Jamaat-ul-Mujahideen Bangladesh
- Jeemah Islamiyah
- Jihad islamique égyptien
- Jihad islamique palestinien
- Jundallah
- Khuddam Ul-Islam
- Kongra-GEL
- Lashkar e Tayyaba
- Loyalist Volunteer Force
- Mouvement islamique d'Ouzbékistan
- Orange Volunteers
- Organisation Abou Nidal
- Red Hand Commandos
- Red Hand Defenders
- Résistance islamique (branche armée du Hezbollah)
- Saor Eire
- Sipah-E Sahaba Pakistan
- Tehrik-e-Nifaz-e-Shariat-e-Mohammadi
- Teyre Azadiye Kurdistan
- Tigres de libération de l'Îlam tamoul
- Ulster Defence Association
- Ulster Freedom Fighters
- Ulster Volunteer Force
- Union du jihad islamique
- Usbat al-Ansar

## Organisations anciennement considérées comme terroriste
- Mujaheddin e Khalq, jusqu'en juin 2008